# Ithycyphus goudoti
Ithycyphus goudoti — вид змій родини Pseudoxyrhophiidae. Ендемік Мадагаскару. Вид названий на честь французького натураліста Жюля Проспера Гудо.

## Поширення і екологія
Ithycyphus goudoti мешкають на східному узбережжі острова Мадагаскар. Вони живуть в прибережних тропічних лісах і чагарникових заростях.